# Gullrissläktet
Gullrissläktet (Solidago) är ett släkte av korgblommiga växter som omfattar cirka 80 fleråriga arter med klart gula blommor i toppiga klasar. De flesta gullrisarterna kommer ursprungligen från Nordamerika och de påträffas vanligen på ängar, på prärien och längs vägkanter.
Gullrisen blommar under sensommaren och hösten. Stjälkarna är vanligen hårlösa och blir mellan 60 och 150 centimeter långa. De blir förvedade nedtill. Bladen är avlånga till lansettformade. De är oftast mer eller mindre tandade.
Flera gullrisarter används som trädgårdsväxter, men de kan lätt bli ogräs. De växer i både sol och skugga och föredrar näringsrik, väldränerad jord. De förökas genom delning eller med frösådd. De självsår sig lätt. Det kanadensiska gullriset har i Sverige upptagits i listan över invasiva arter.

## Arter
- Solidago albopilosa E.L. Braun
- Solidago altiplanities C.& J. Taylor
- Solidago arguta Ait. 
  - Solidago arguta. var. arguta
  - Solidago arguta var. boottii (Hook.) Palmer & Steyermark
  - Solidago arguta var. caroliniana Gray
  - Solidago arguta var. harrisii (Steele) Cronq.
  - Solidago arguta var. neurolepis (Fern.) Steyermark
- Solidago auriculata Shuttlw. ex Blake
- Solidago bicolor L.
- Solidago brachyphylla Chapman
- Solidago buckleyi Torr. & Gray
- Solidago caesia L. 
  - Solidago caesia var. caesia
  - Solidago caesia var. curtisii (Torr. & Gray) Wood
- Solidago calcicola Fern.
- Solidago californica Nutt.
- Solidago canadensis kanadensiskt gullris L. 
  - Solidago canadensis var. canadensis
  - Solidago canadensis var. gilvocanescens Rydb.
  - Solidago canadensis var. hargeri Fern.
  - Solidago canadensis var. lepida (DC.) Cronq.
  - Solidago canadensis var. salebrosa (Piper) M.E. Jones
  - Solidago canadensis var. scabra Torr. & Gray
- Solidago cutleri Fern.
- Solidago deamii Fern.
- Solidago discoidea Ell.
- Solidago fistulosa P. Mill.
- Solidago flaccidifolia Small
- Solidago flexicaulis L.
- Solidago gattingeri Chapman
- [[Solidago gigantea höstgullris Ait.
- Solidago glomerata Michx.
- Solidago gracillima Torr. & Gray
- Solidago guiradonis Gray
- Solidago hispida Muhl. ex Willd. 
  - Solidago hispida var. arnoglossa Fern.
  - Solidago hispida var. hispida
  - Solidago hispida var. lanata (Hook.) Fern.
  - Solidago hispida var. tonsa Fern.
- Solidago juliae Nesom
- Solidago juncea Ait.
- Solidago latissimifolia P. Mill.
- Solidago leavenworthii Torr. & Gray
- Solidago ludoviciana (Gray) Small
- Solidago macrophylla Pursh
- Solidago missouriensis Nutt. 
  - Solidago missouriensis var. fasciculata Holz.
  - Solidago missouriensis var. missouriensis
  - Solidago missouriensis var. tenuissima (Woot. & Standl.) C.& J. Taylor
  - Solidago missouriensis Nutt. var. tolmieana (Gray) Cronq.
- Solidago mollis Bartl. 
  - Solidago mollis var. angustata Shinners
  - Solidago mollis var. mollis
- Solidago multiradiata Ait. 
  - Solidago multiradiata var. arctica (DC.) Fern.
  - Solidago multiradiata var. multiradiata
  - Solidago multiradiata var. scopulorum Gray
- Solidago nana Nutt.
- Solidago nemoralis Ait. 
  - Solidago nemoralis var. longipetiolata (Mackenzie & Bush) Palmer & Steyermark
  - Solidago nemoralis var. nemoralis
- Solidago odora Ait. 
  - Solidago odora var. chapmanii (Gray) Cronq.
  - Solidago odora var. odora
- Solidago ouachitensis C.& J. Taylor
- Solidago patula Muhl. ex Willd. 
  - Solidago patula var. patula
  - Solidago patula var. strictula Torr. & Gray
- Solidago petiolaris Ait. 
  - Solidago petiolaris var. angusta (Torr. & Gray) Gray
  - Solidago petiolaris var. petiolaris
- Solidago pinetorum Small
- Solidago plumosa Small
- Solidago porteri Small
- Solidago puberula Nutt. 
  - Solidago puberula var. puberula
  - Solidago puberula var. pulverulenta (Nutt.) Chapman
- Solidago pulchra Small
- Solidago radula Nutt. 
  - Solidago radula var. laeta (Greene) Fern.
  - Solidago radula var. radula
  - Solidago radula var. stenolepis Fern.
- Solidago roanensis Porter
- Solidago rugosa P. Mill.
- Solidago rugosa ssp. aspera (Ait.) Cronq.
- Solidago rugosa ssp. rugosa
  -     - Solidago rugosa ssp. rugosa var. rugosa
    - Solidago rugosa ssp. rugosa var. sphagnophila Graves
    - Solidago rugosa ssp. rugosa var. villosa (Pursh) Fern.
- Solidago rupestris Raf.
- Solidago sciaphila Steele
- Solidago sempervirens L. 
  - Solidago sempervirens var. mexicana (L.) Fern.
  - Solidago sempervirens var. sempervirens
- Solidago shortii Torr. & Gray
- Solidago simplex Kunth
- Solidago simplex ssp. randii (Porter) Ringius 
  - Solidago simplex ssp. randii var. gillmanii (Gray) Ringius 
    - Solidago simplex ssp. randii var. monticola (Porter) Ringius
    - Solidago simplex ssp. randii var. ontarioensis (Ringius) Ringius
    - Solidago simplex ssp. randii var. racemosa (Greene) Ringius
    - Solidago simplex ssp. randii var. randii (Porter) Kartesz & Gandhi

  - Solidago simplex ssp. simplex
    - Solidago simplex ssp. simplex var. nana (Gray) Ringius
    - Solidago simplex ssp. simplex var. simplex
    - Solidago simplex ssp. simplex var. spathulata (DC.) Cronq.
- Solidago simulans Fern.
- Solidago speciosa Nutt. 
  - Solidago speciosa var. erecta (Pursh) MacM.
  - Solidago speciosa var. jejunifolia (Steele) Cronq.
  - Solidago speciosa var. pallida Porter :Showy Goldenrod
  - Solidago speciosa var. rigidiuscula Torr. & Gray
  - Solidago speciosa var. speciosa
- Solidago spectabilis (D.C. Eat.) Gray 
  - Solidago spectabilis var. confinis (Gray) Cronq.
  -  Solidago spectabilis var. spectabilis
- Solidago sphacelata Raf.
- Solidago spithamaea M.A. Curtis
- Solidago squarrosa Nutt.
- Solidago stricta Ait.
- Solidago tortifolia Ell.
- Solidago uliginosa Nutt. 
  - Solidago uliginosa var. levipes (Fern.) Fern.
  - Solidago uliginosa var. linoides (Torr. & Gray) Fern.
  - Solidago uliginosa var. terrae-novae (Torr. & Gray) Fern.
  - Solidago uliginosa. var. uliginosa
- Solidago ulmifolia Muhl. ex Willd. 
  - Solidago ulmifolia var. microphylla Gray
  - Solidago ulmifolia var. palmeri Cronq.
  - Solidago ulmifolia var. ulmifolia
- Solidago velutina DC.
- Solidago verna M.A. Curtis
- Solidago virgaurea Gullris
- Solidago wrightii Gray 
  - Solidago wrightii var. adenophora Blake
  - Solidago wrightii var. wrightii

## Naturliga hybrider
- Solidago × asperula Desf. (S. rugosa × S. sempervirens)
- Solidago × beaudryi Boivin (S. rugosa ×  S. uliginosa)
- Solidago × erskinei Boivin  (S. canadensis × S. sempervirens)
- Solidago × ovata Friesner (S. sphacelata × S. ulmifolia)
- Solidago × ulmicaesia Friesner  (S. caesia × S. ulmifolia)